# Andrea Da Passano
Andrea Da Passano (San Petersburgo, Imperio ruso, 22 de noviembre de 1905 - Estados Unidos, 1993) fue un ilustrador, dibujante de cómics y espiritualista italiano nacido en Rusia.

## Biografía
Nacido de padre italiano, el marqués Eugenio da Passano, y madre rusa, Elisabet Saltykov, hija del escritor Mijaíl Saltykov-Shchedrín, tras la Revolución de Octubre su familia se mudó a París. Aquí el joven Andrea empezó a colaborar diseñando trajes para el Folies Bergères y afiches. Debido al declive del cabaré, pronto inició su carrera como ilustrador, trabajando para la revista Le Sourire (1926-1932), para algunas novelas y, sobre todo, para la serie Le gigolo à travers les âges (1932). Tras pasar por Londres y los Estados Unidos, se mudó al país de su padre, estableciéndose en Génova, en 1938.
Junto al filósofo Tullio Castellani, fundó un centro espiritual en Milán. Al mismo tiempo empezó su carrera como historietista, debutando con Codino de la editorial Edital, para la que también realizó Barile e Sardella y La Signora Coccodé. Durante la Segunda Guerra Mundial, sirvió en la Armada Italiana, para luego volver a la vida civil en septiembre de 1943. Siguió colaborando con la Edital, siendo el principal autor de la revista Criche e Croc (cuyas aventuras se basaban en el Gordo y el Flaco) y realizando historietas como Il Professor Distrattini. Dibujó el cómic Ipnos, creado por Gian Luigi Bonelli en 1947.
Tras realizar varias historietas para editoriales italianas como Edital, Genio y Conte, se mudó a México para trabajar en un programa educativo de la Unesco. En el país americano se desempeñó como diseñador gráfico para las compañías Chocolatera Larin, Ford, Palmolive, Gillette, Chevrolet, General Motors, Fab y Pepsi Cola. Desde 1961 a 1966 enseñó Sociología cultural en la Universidad de Guadalajara y, al mismo tiempo, trabajó como ilustrador para la editorial Novarro. En 1968, se estableció en Texas; en 1977, se mudó a Los Ángeles, donde fundó el "Temple of Esoteric Science", desarrollando un curso de yoga llamado "The way of the magus" y también participando en programas de televisión en calidad de experto de esoterismo. Sin embargo, siguió trabajando como ilustrador para libros como Bolitas, el Pececito Rojo y Group training for dogs. También escribió el libro White light, a story of reincarnation y fue coautor de Inner Silence.